# 真人快打1
《真人快打1》是2023年格斗游戏，由NetherRealm Studios开发、华纳兄弟游戏发行，对应任天堂Switch、PlayStation 5、Windows、Xbox Series X/S平台。
据评论汇总媒体Metacritic统计，游戏的Windows版、PlayStation 5版和Xbox Series版获得「总体好评」。但任天堂Switch版因糟糕的画质、载入时间、性能和bug招致媒体差评。

## 註解
1. ↑  Microsoft Windows版由QLOC開發，任天堂Switch的移植版由Shiver Entertainment和Saber Interactive開發